# Svinninge (Szwecja)
Svinninge – miejscowość (tätort) w Szwecji, w regionie administracyjnym (län) Sztokholm, w gminie Österåker.
Według danych Szwedzkiego Urzędu Statystycznego liczba ludności wyniosła: 2136 (31 grudnia 2015), 2501 (31 grudnia 2018) i 2669 (31 grudnia 2019).